# عدوى المخابر
عدوى المخابر (العدوى المُكتسَبة مِن المختبر) هِي عَدوى يتمّ اكتسَابها في المختبرِ، عادةً ما تَكون جزءاً مِن منشأة بحثٍ طِبي أَو مستشفى.

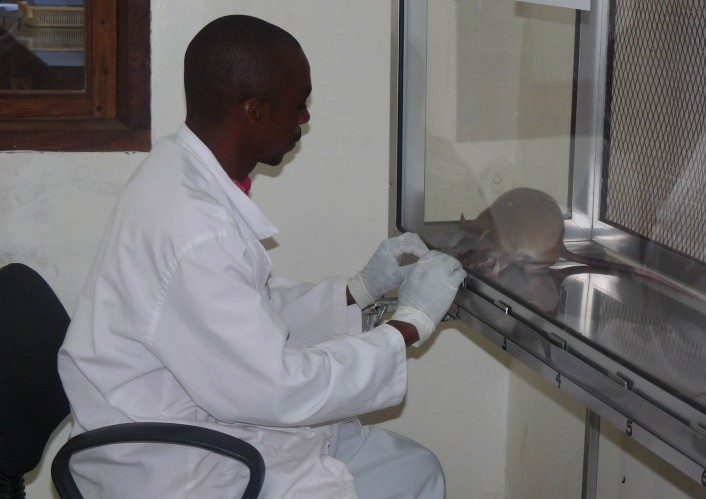
المختبرات وهي أَحد الأماكن التي تَحدث فيها العدوى التي قدْ تُصِيب عَاملي المختبر وحيواناته.

## الأسباب
هنَاك العدِيد مِنَ الميكروبات والفيروسات والفطريات والطفيليات التي يمكن أَن تُعدِّيَ المُضِيف عَبر العدِيد من طرُق الِانتقال.
| العامل                 | الوصف |
| ---------------------- | --- |
| الكَائنات الحيَّة الدَّقيقة | الكَائنَات الحيَّة الدَّقيقة، أَو الميكروبات هي كائنات مجهرية شديدة التنَوُّع، بما في ذلِكَ العتائق والبكتيريا، والتي تزرع وتُدَرس عادةً في المختبرات والتي يُمكن أَن تُصِيب حيوانَات المختَبر والعاملين فيه.                                                                            |
| الفيروسات              | تُصِيب الفيروسات جميع الكَائنَات الحيَّة، بدءاً مِن الحيوانات والنباتَات وصولاً للكَائنَات الحيَّة الدَّقيقة، بما فِيها البكتيريا والعتائق، وعادة ما يتمُّ نقلَها ودراستها في المختبرات، والتي يمكن أَن تسبب بِشَكلٍ مباشر أَو غير مباشِر عَدوى حيوَانِية المَصدَر لحيوانات المختَبر والعاملين فيه. |
| الطفيليات              | الطفيليات التي قَد تَشملُ أَنواعاً مُختلفَةً من الأَوَلِيَّات والدِّيدان والطفيليات الخارجية الَّتِي تٌدرس فِي المختبرات والتي بإمكانها أن تَسَبَّب العَدوى لعمال المختَبر وحيواناته. |

| الطريقة           | الوصف |
| ----------------- | --- |
| الأغشية المخاطية  | يحَدثُ هذا عِندَما تَنتَقِل الميكروبات والفيروسات و/أَو الطفيليات مِن خِلَال الاتِّصَال المُبَاشِر مَعَ عُمَّال المختبرات، أَو الأسطح الملوثة، أَو الأغراض مِثل الْقَوَارِير، والأجهزة، و/أَو المُعَدَّات، إلَى الأغشية الْمُخاطِيَّة لِلْمُضِيف (العائل). |
| الجهاز التنفسي    | يحَدِّثُ هذا معَ انتِشار نَوَى القَطَرات المَحمُولَة جواً لِلقطَرات المتبخرة التي تَحتَوِي على كائِنات دَقِيقَة أَو فيروسات، أَو جُزئِيَّات الْغبَار التي تَحتَوِي عَلَى العَامل المعدي، والتي تَنتَقل عبَّر الجِهَاز التَّنَفُّسِي لِلْمُضِيف. يُمكن أَن تَنتَشِر الكَائِنَاتِ الحَيَّةِ الدَّقِيقَة المَحمولَة بهذِه الطَّريقةِ على نطَاقٍ وَاسع بِوَاسِطَة التيارات الهَوَائِيَّة وَيُمكنُ أَن يستنشقها المُضِيف المُصَاب دَاخِل نَفس الغُرفَة أَوعَلَى مسافَةٍ أَطوَل مِن المُضِيف المَصدَر، اعتمادًا عَلَى العَوَامِل البيئية. |
| الجهاز الهضمي     | يحَدث هذا معَ تَنَاوُلِ عَامِل معدي عَن طَرِيقِ الفَمِ مِن خلالِ ماصة، أَو التَّدخِين أَو الأَكل، مِمَّا يؤَدِّي إلَى إصَابَةِ المُضيف مِن خِلَالِ الجهازِ الهَضمِيِّ. |
| التلقيح عبر الجلد | يحدثُ هذا معَ نَاقِل، مِثل البَعُوض والذبَابب وَالفِئران وَالهَوَامّ الأخرى التي تنقل الميكروبات والفيروسات و/أَو الطفيليات لِلمُضيف مِن خلَالِ لدغَة أَو خَدش، أَو انتِقَال عَامِلٍ مُمرِّض معدي مِن خلَالِ إبرة أَو حُقنَة. |

## الوقاية
تلتَزم مرَافق المختبرات التي تتعامل مَع الميكروبات والفيروسات و/أَو الطفيليات بِمُختَلِف تدَابِير الأَمن البيولوجي مِن أَجل منَع الحوَادِث.
إِرشادات منظَّمَة التَعاون الاقْتصَادِيّ والتَّنمِيَة لأَفضَل الممارسَات لمركز الموارِد البيولوجيَّة.
في عام 2001، وضَع خبَرَاء مِن دوَل منَظَّمة التَّعاوُن الاقتصادِيّ وَالتَّنمية تقريرًا جماعيًا دَعَا "الحكومات الوطنيَّة لاتِّخاذ إِجراءات لِتَحقيق مفهُوم BRC بالتنسيق مع المُجتَمَع العِلمِي الدولي". تفاصِيل التَّقرير "مراكز المَوَارد البيولوجية" (BRCs) على أنَّهَا "مستودعات وَمِزود مَوَادّ وَمَعلُومَات بيولوجيَّة عالِية الجَودة ".

## تاريخ
تَمّ الإِبلَاغ عن أوَّل عدوَى مُكتَسبَة مِن المُختَبر فِي وَقت باستور وكوخ عَام 1890.
قَبل عَام 1950، تَمّ تَقدِيم عدَد قَلِيل مِن التَقارِير حَول العَدوَى المُكتَسبَة مِن المُختَبِر، وذَلِك لانخفاض مُستَوَى الوَعي بِشأْن المُشكِلَة. في عام 1951، قَدّم كلٌ مِن سُلكين sulkin وبايك pike ورقة بيانات عَن العَدوَى الفيروسية فِي المختبرات، نصَحا فيها بِالحذَر عِند التَّعامل مع الفيروسات فِي البيئات المخبرية وَجَلب الوَعي العَامّ لهذه القَضيَّة. بَعد فترَة وجِيزة، شكلت المنظمة الأمريكية للصحة العامة لَجنَة قَائمَة معنية بِالعَدوَى والحَوَادِث المخبرية وَأَنشأت ملفًا لتوثيق حالَات العَدوَى المُكتسبَةِ مِن المُختَبر والتي أٌبلغ عنهَا من قِبَل الجُمهُور العَامّ ومِن خلَال الاتصالات الخاصَة.

## أنظر أيضاً
- مخاطر التكنولوجيا الحيوية
- مستوى السلامة البيولوجية